# Johanna Spyriová
Johanna Spyriová, nepřechýleně Johanna Spyri, roz. Heusserová (12. června 1827, Hirzel, Švýcarsko – 7. července 1901 Zürich), byla švýcarská spisovatelka knih pro děti. Proslavila se románem Heidi, děvčátko z hor (1880). V dětství strávila několik let poblíž Churu v Graubündenu, později toto prostředí použila ve svých románech.

## Život
Johanna Spyriová byla čtvrtou ze šesti dětí lékaře Johanna Jakoba Heussera a básnířky Mety Heusser-Schweizerové. Její starší bratr Jakob Christian Heusser byl geolog a mineralog, její neteř Emilie Kempin-Spyriová byla první žena která ve Švýcarsku získala doktorát práv.
Vyrůstala ve vesnici Hirzel v kantonu Curych. V patnácti letech se přestěhovala ke své tetě do Curychu, kde navštěvovala školu. V létě 1844 odešla na dva roky do internátní školy v Yverdonu, aby se naučila francouzsky. V letech 1845 až 1852 trávila různé letní pobyty v Maienfeldu v Graubündenu. Vrátila se ze internátu o rok později a žila v Hirzel až do své svatby v roce 1852.
Provdala se za redaktora Bernharda Spyriho (1821-1884), který byl jedním z nejbližších kamarádů Richarda Wagnera v Curychu. Pár žil v Curychu. V roce 1855 se Spyriové narodilo jediné dítě, její syn Bernhard Diethelm. Během těhotenství Johanna upadla do hluboké deprese, která trvala roky. Manželství Spyriové nebylo šťastné. Spyriová našla oporu ve svém bliském přátelství s Betsy Meyerovou, sestrou spisovatele Conrada Ferdinanda Meyera.
Matka Spyriové byla spřízněna s pastorem církve Panny Marie v Brémách v Německu Corneliem Rudolphem Vietorem (1814 – 1897). Povzbuzoval ji k psaní. Její první příběh "Ein Blatt auf Vrony‘s Grab" (List na Verině hrobě) byl publikován v Brémách v roce 1871. Příběhy vycházely pod iniciály J. S. a nebyly příliš úspěšné. Její první dětská kniha „Heimatlos“ (Bez vlasti) byla vydána v roce 1878 F. A. Perthesem v Gotha. Krátce před Vánocemi 1879 vydal F. A. Perthes knihu „Heidis Lehr- und Wanderjahre“, která okamžitě zaznamenala velký úspěch a umožnila Johanně Spyri velmi pohodlný důchod. Druhý díl následoval v roce 1881. „Heidi“ byla přeložena do více než 50 jazyků. Johanna Spyriová zemřela na rakovinu v roce 1901.

## Dílo (výběr)
- 1871 List na Verině hrobě (Ein Blatt auf Vrony’s Grab)
- 1880 Heidi, děvčátko z hor (Heidi’s Lehr- und Wanderjahre, Heidi kann brauchen was es gelernt hat)

### Česká vydání
Některá z českých vydání byla převyprávěna, jiná pouze inspirována:
- Heidi (česky dětem vypravuje Fringilla – vl. jm. Božena Zedníková–Čížková, ilustrovala Dagmar Čížková; V Praze, Alois Hynek, 1933-1934?)
- Heidi, děvčátko z hor (převyprávěl Bohumil Říha, ilustrace Daniela Hahnová; Praha, Albatros, 1971, 1973, 1989 a Praha, Axióma 1998 a 2009)
- Heidi a její nové příběhy, Heidi, děvčátko z hor, Heidi a její kamarádi, Heidi na cestách (podle knihy Johanny Spyriové, text a ilustrace Marie-José Mauryová, překlad Karel Blažek a Jaroslav Duda; Praha/Říčany u Prahy, Junior, 1998–2001)
- Heidi a její kamarádi, Heidi, děvčátko z hor, Heidi na cestách (podle Johanny Spyriové ; text a ilustrace Marie-José Maury, český text Alena Peisertová, Alena Benešová; Praha : Fortuna Print, 2005)
- Heidi (přeložila Alena Bezděková; Praha, Knižní klub, 2010)
- Heidi, děvčátko z hor (ilustrace Jan Janák, přeložila Helena Čížková; V Praze XYZ, 2010)
- Heidi, děvčátko z hor (adaptace Sara Torricová, ilustrace José María Rueda, překlad: Hana Jovanovičová Torrico; Říčany, Sun, 2018)

## Fotografie

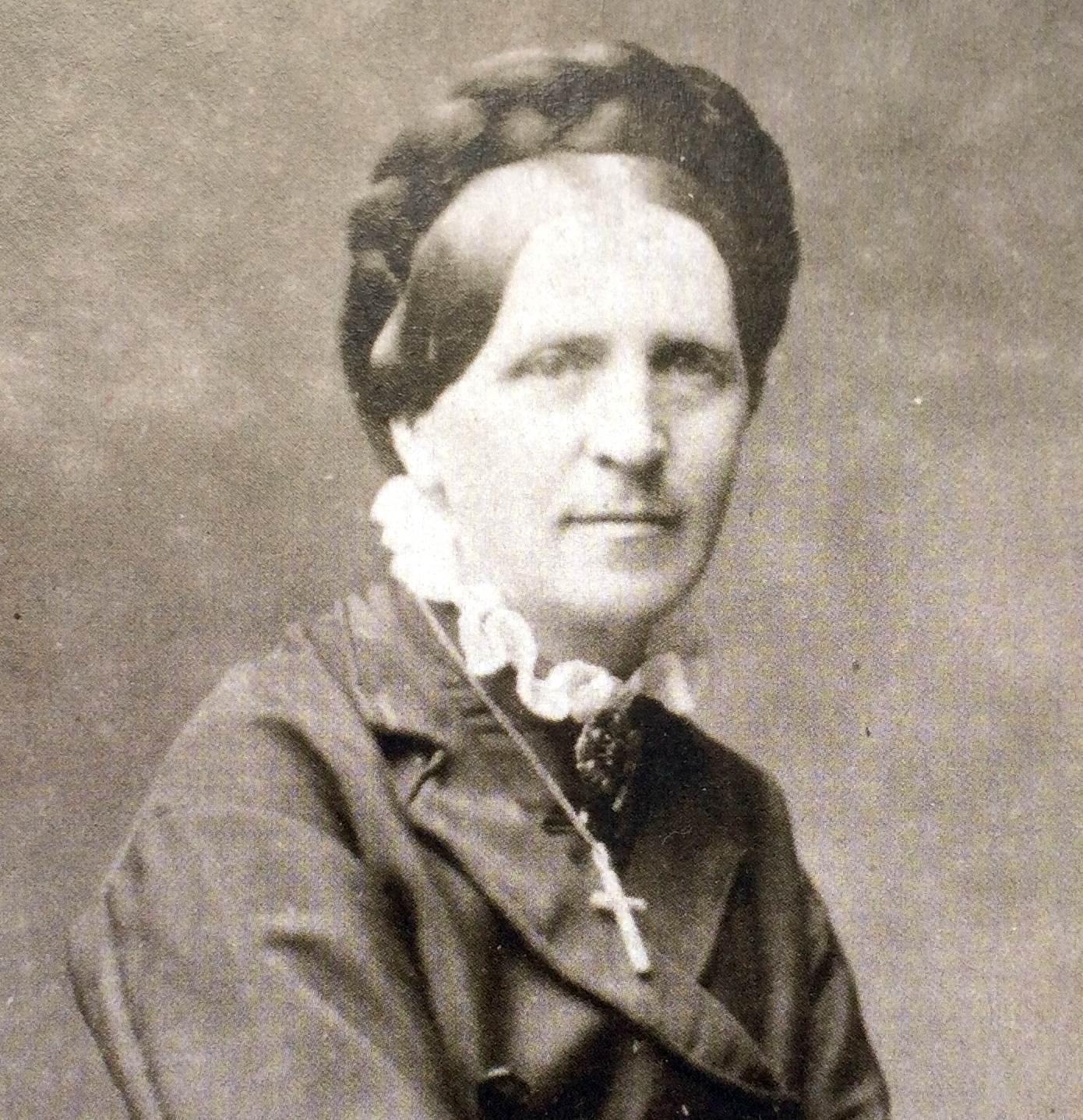
Johanna Spyriová
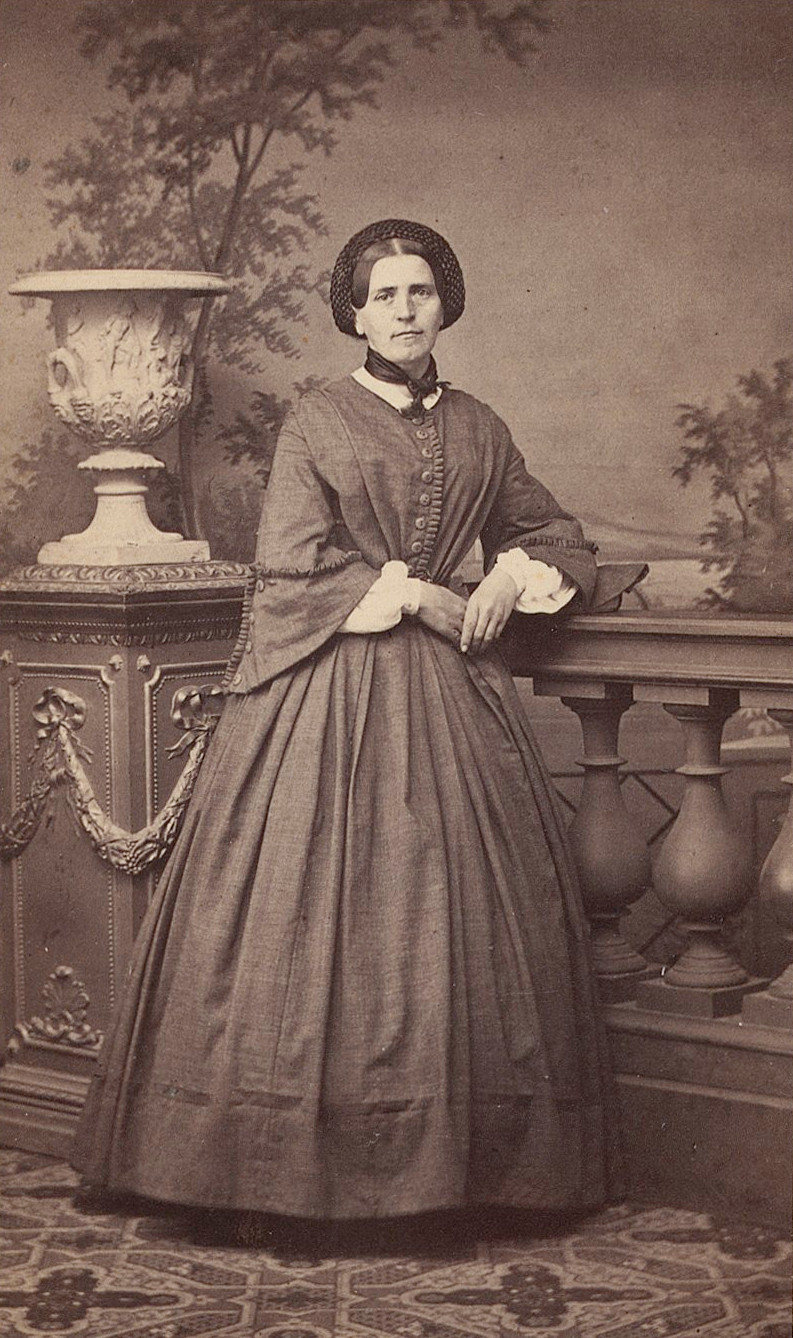
Johanna Spyriová
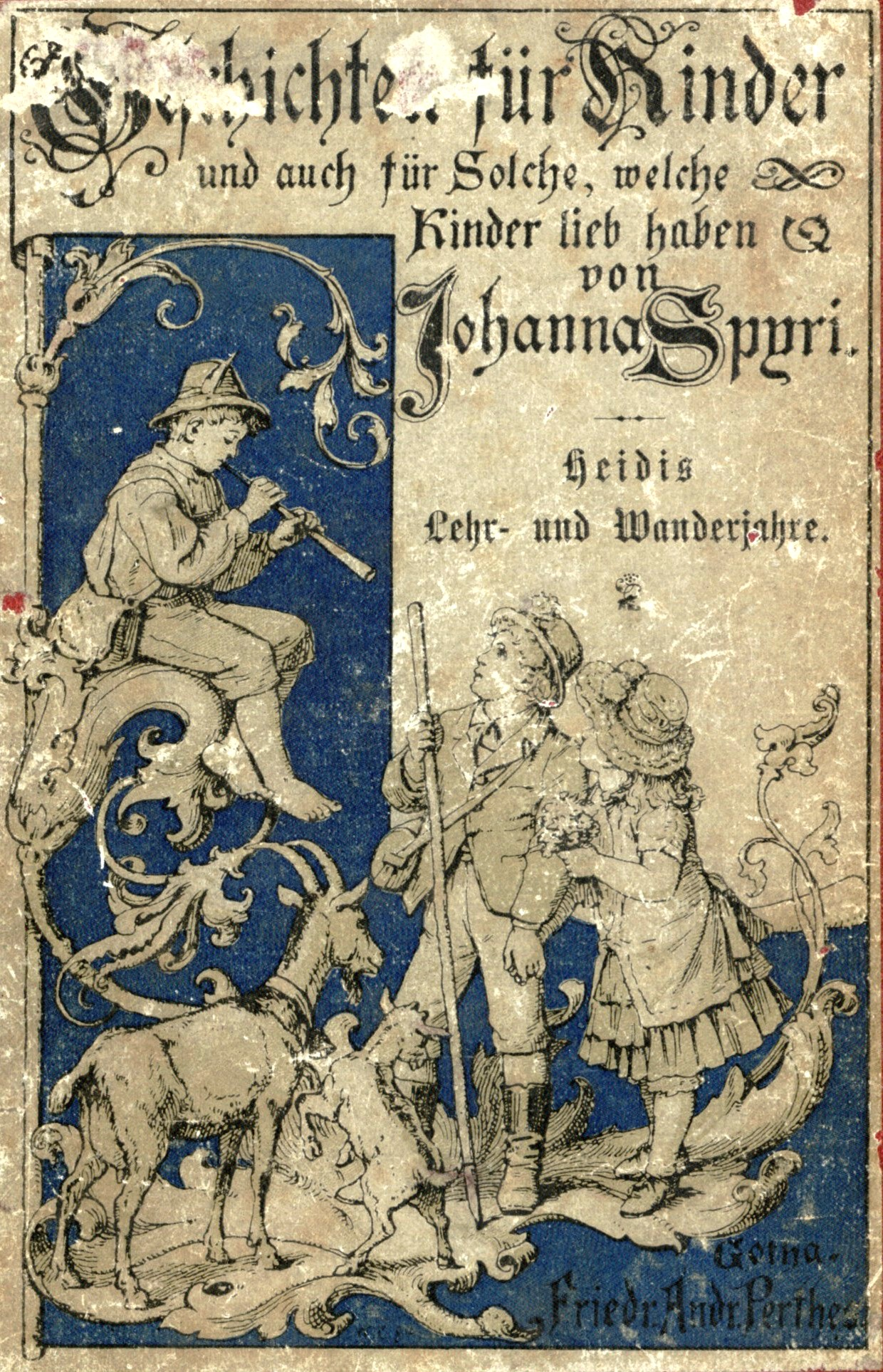
Spyri, J. 'Heidis Lehr- und Wanderjahre.' (1887)
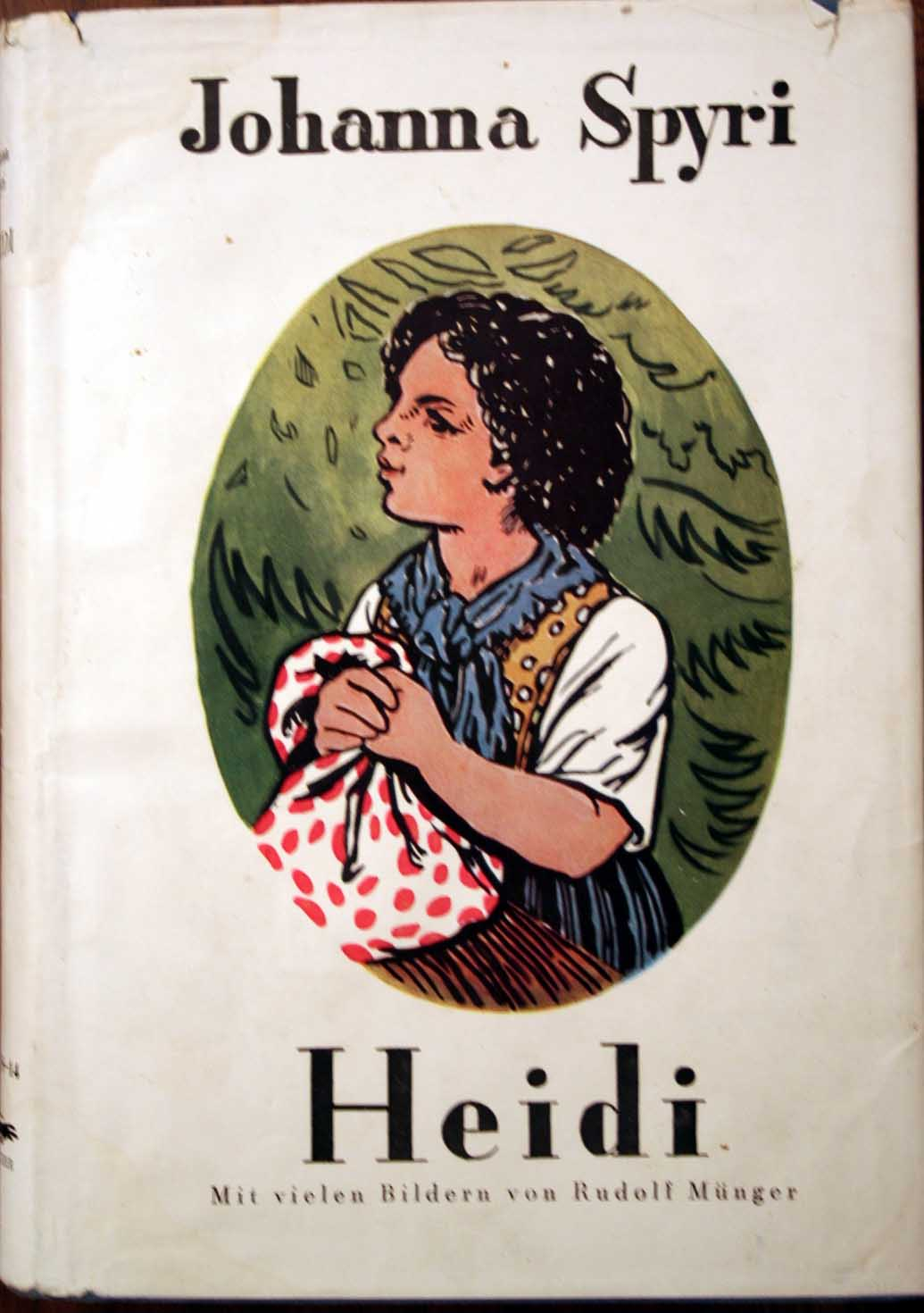
Dílo 'Heidi, děvčátko z hor'
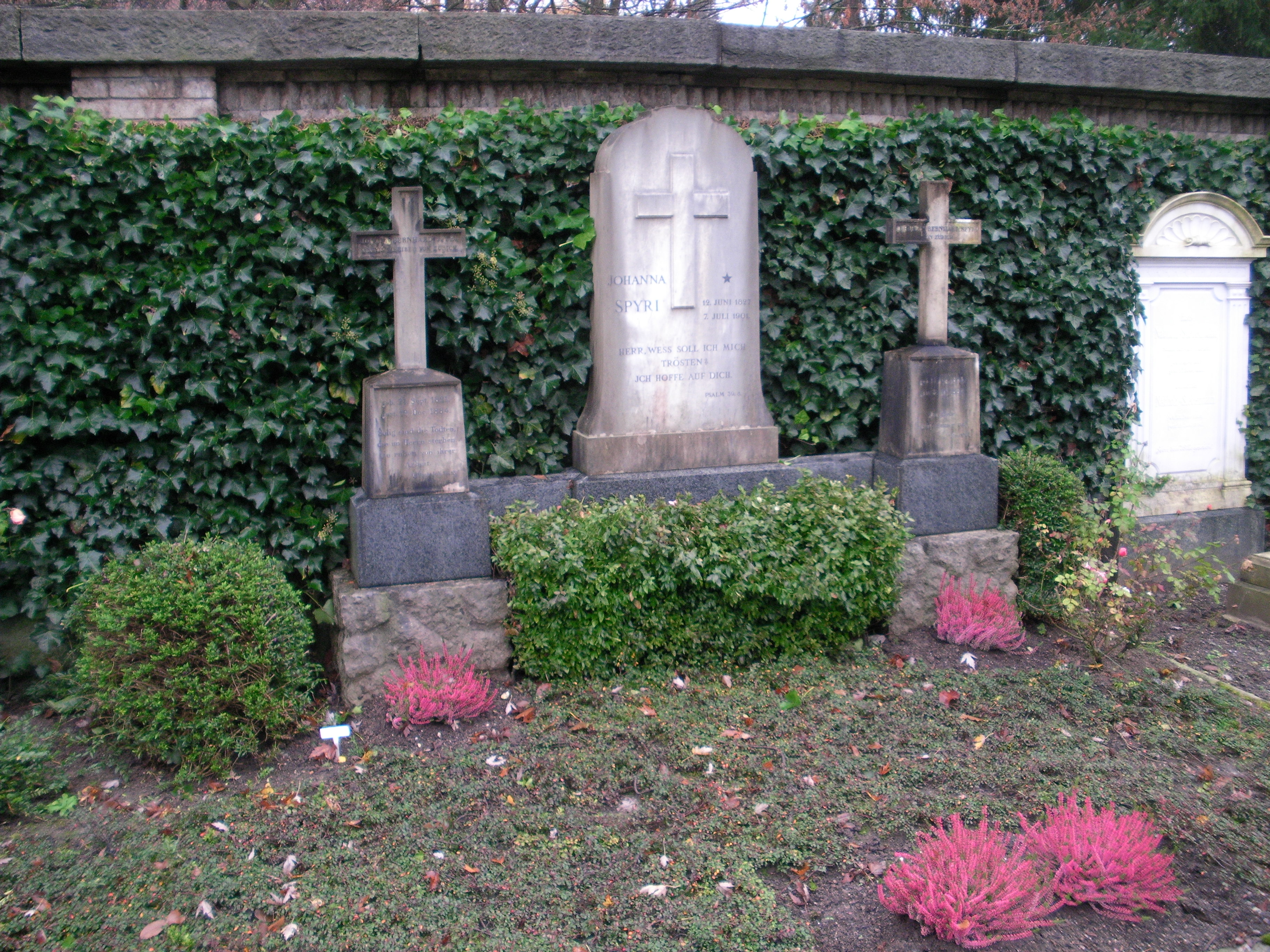
Hrob J. Spyriové na curyšském hřbitově (Friedhof Sihlfeld)